# Sillon de Talbert
Le sillon de Talbert est une flèche littorale à pointe libre formée de galets et de sable située dans les Côtes-d'Armor sur la commune de Pleubian. Localisé à l'extrémité de la plateforme rocheuse que forme la presqu'île de Lézardrieux et encadré par les estuaires du Jaudy à l'ouest et du Trieux à l'est, il se rattache à la côte à la pointe nord-est de la commune de Pleubian, au niveau du hameau de l'Armor (Pleubian). Il s'étend vers le nord-est dans la Manche sur environ 3,2 km de long pour une largeur moyenne de 100 m et une hauteur comprise entre 6 et 9 m au-dessus du niveau zéro de la mer (0 m NGF-IGN69).
Cette forme écopaysagère particulière est à la fois un site d'intérêt écologique et une curiosité géomorphologique et géologique. Elle est désormais protégée avec la création en 2006 de la Réserve naturelle régionale du Sillon de Talbert qui couvre une superficie de 205 hectares (hors surface couverte par le domaine public maritime). Par ailleurs, le Conservatoire du littoral a établi une zone de préemption sur les terrains privés bordant la limite sud de la réserve naturelle, qui a été étendue à l'archipel d'Olonne en 2018.

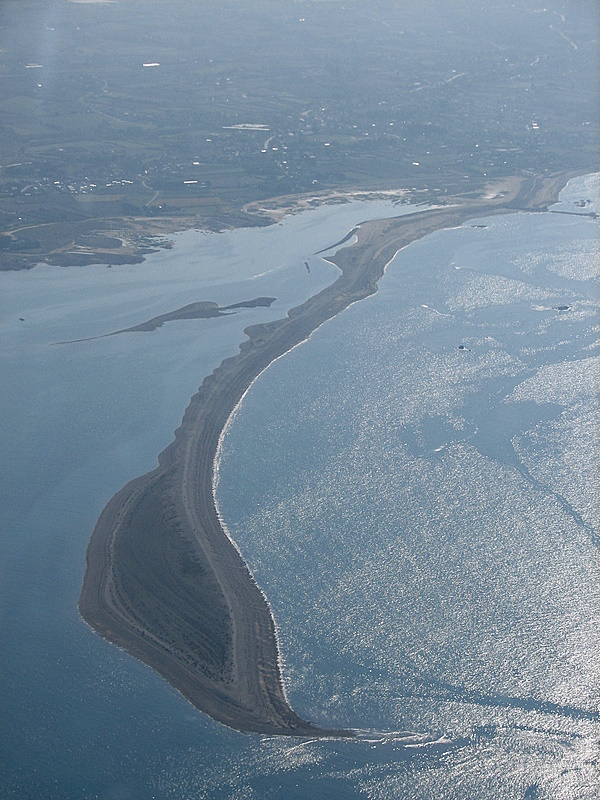
Vue aérienne à marée haute.

Cette flèche sablo-graveleuse joue un rôle de protection de la côte contre les vagues de tempête lors des grandes marées de vive-eau, notamment de la presqu'île de Lanros. Il a souvent été indiqué que le sillon de Talbert protégeait également l'île de Bréhat située à 5 km au sud-est. Cette idée parait peu convaincante au regard de la distance qui la sépare du sillon de Talbert. La protection relative dont jouit l'île de Bréhat tient à la morphologie des fonds marins dans son ensemble, notamment les faibles profondeurs de la plateforme marine de la presqu'île de Lézardrieux. Le sillon de Talbert fait face à une plateforme à écueils rendant la navigation côtière délicate. Ces nombreux écueils sont également à l'origine de la construction de multiples formes d'accumulation originales fuyant la houle comme les queues de comète ou les tombolos. L'archipel d'Olonne situé à proximité immédiate de la partie distale de la flèche est constitué d'un chapelet d'îlots correspondant aux écueils les plus massifs ayant résisté à l'érosion. À trois kilomètres au nord se trouvent les récifs des Épées de Tréguier sur lesquels est bâti le phare des Héaux de Bréhat marquant l'entrée ouest de la baie de Saint-Brieuc.
Le sillon de Talbert constitue le point continental le plus septentrional de la Bretagne.
Selon la légende, la fée Morgane vivant sur l'île de Talbert aurait bâti un pont de galets entre son île et le rivage afin d'y rejoindre Arthur dont elle était éperdument amoureuse. Une seconde histoire attribue l'apparition du sillon de Talbert à Merlin qui le fit sortir des flots afin de rejoindre Morgane sur son île.

## Toponyme
Le sens probable de "Talbert" qui prend un "t" final non étymologique, serait "tal" (front, limite, bordure) et "berr" (court, bref) = « front court ». Une autre définition est également donnée car "ber" en breton veut également dire "le costaud". Ainsi, Talbert prendrait aussi le sens de "front qui défend".

## Géologie et géomorphologie
Lors de la dernière période glaciaire il y a 20 000 ans, le niveau de la mer se situe 120 m plus bas qu'aujourd'hui et la plateforme continentale émergée est soumise aux effets de la gélifraction produisant d'importants volumes de matériaux sédimentaires. Lors de la déglaciation entre 15 000 et 6 000 ans BP, l'élévation du niveau de la mer remobilise ce matériel en le remontant vers le continent, et l'émousse sous la forme de galets. Il y a 6 000 ans, lorsque le mouvement de transgression marine holocène connaît un net ralentissement, des écueils rocheux qui accidentent aujourd'hui l'avant-côte offrent des points d'appui stables sur lesquels s'accrochent ces galets formant différents cordons littoraux. La mer fait progressivement reculer ces cordons qui se réunissent par coalescence pour former le Sillon de Talbert qui s'accroche au large à l'archipel d'Olonne. Le sillon de Talbert a donc été dans un premier temps un cordon littoral de type "barrière" ancré à ces deux extrémités : au continent dans sa partie SW, et à un îlot de l'archipel d'Olonne au NE.

Sillon de Talbert et phare des Héaux de Bréhat.

Le sillon de Talbert évolue sous l'action de deux dynamiques hydrosédimentaires : une dynamique longitudinale sous l'action des courants générés par la dérive littorale qui participe à son allongement et la construction de la "spatule" terminale ; une dynamique transversale qui le fait reculer vers le continent lorsqu'il est submergé par les vagues de tempête combinées à une forte marée de vive-eau,. Le recul du sillon vers la côte entre le XVIIIe siècle et les années 1960 a été estimé à 0,5 m/an par Jean-Pierre Pinot. Le recul pluriséculaire du sillon vers le sud-est a entraîné sa déconnexion de l'archipel d'Olonne, probablement lors de la grosse tempête "The great storm" du 26 novembre 1703 qui a durement affecté toute la côté nord-ouest de l'Europe,. Une fois la déconnexion effectuée sous la forme d'une brèche de 200 à 300 m de long, les courants de marée l'ont entretenue de telle sorte que la morphologie du sillon de Talbert a évolué d'un cordon littoral de type "barrière" à une flèche littorale à pointe libre, encore appelée "poulier". À partir des années 1960, les nombreux épisodes de submersion et d'ouverture de brèches inquiètent les riverains de la côte qu'il protège des houles du large. Cette évolution incite le Syndicat mixte gestionnaire du site depuis 1969 pour la sauvegarde du Sillon de Talbert, à entreprendre des travaux de fixation du sillon (épi du Chouk construit en 1974, enrochements posés au pied du sillon sur plus de 1 500 m, reprofilage mécanique et "emmaillotage" des galets dans des filets de pêche),. Ces travaux extrêmement coûteux se sont tous soldés par des échecs. Ainsi, au début des années 2000, l'érosion marine avait contourné une majeure partie des enrochements et généré une poursuite de son recul vers la côte, ouvrant de nombreuses brèches dans la partie médiane de la flèche. Lorsque la gestion du sillon a été confiée au Conservatoire du littoral en 2001, une nouvelle politique de gestion fondée sur la nature a été mise en place. En 2004, une majeure partie des enrochements ont été supprimés et concassés sur place pour, d'une part, combler les brèches, et d'autre part, édifier à l'arrière du sillon des "cordons artificiels" visant à freiner son recul. Dans le même temps, un cheminement balisé a été mis en place sur la partie basale sableuse du cordon afin de la protéger du piétinement et/ou de favoriser le rétablissement de la végétation dunaire fixatrice. En 2005, le Conservatoire confie à la commune de Pleubian la gestion du site qui est élaborée par un conseil scientifique qui se réunit tous les ans, et fixe tous les cinq ans un plan de gestion définissant les différentes actions entreprises dans le cadre de la Réserve naturelle,.
Ce cordon littoral d'une largeur moyenne de 100 m et d'une hauteur comprise entre 6 et 9 m NGF, est constitué d'un mélange de sable, de gravier et de galets, en proportion variable selon les secteurs ; de même, la pente de la plage avant varie suivant les différentes sections du cordons,. La partie distale (de la base du sillon ancrée au continent jusqu'à l'épi du Chouk) est constituée d'une très forte proportion de sable ; on y trouve également des dunes. La section proximale sablo-graveleuse comporte une plus forte proportion de galets ; c'est une zone très sensible à la submersion marine car la hauteur de la crête du cordon reste faible (entre 6 et 7 m NGF). La section médiane est essentiellement constituée de galets. En se déplaçant vers le NE, elle devient de plus en plus massive et la hauteur de la crête augmente (~8 m NGF). La dernière partie du sillon formée par la partie distale correspond à la spatule. Cette section très massive s'élargit et sa hauteur dépasse souvent 9 m NGF. La construction (et l'élargissement) de la spatule se fait par l'accolement de rides de galets transportées par la houle qui se diffracte autour du musoir de la flèche. L'accrétion sédimentaire se fait donc sur le revers de la spatule dont la largeur augmente au fil du temps. Le volume sédimentaire global du sillon de Talbert est estimé à 1,23 million de m3,. Comme indiqué plus haut, lors de la transgression marine holocène, le déplacement vers la côte du matériel sédimentaire (galets, graviers, et sables) accumulé sur la plateforme littorale lors de la dernière phase glaciaire du Quaternaire (Würm dans les Alpes ou Wistulien pour l'Europe du Nord), a certes formé le sillon de Talbert, mais il a également créé au passage des "queues de comète" à l'arrière de plusieurs îlots. été déplacé lors de e migrent vers le Sillon, 
La composition pétrographique du sillon de Talbert révèle que les galets sont constitués essentiellement de roches magmatiques et
filoniennes d'origine locale (granodiorite de Talbert et plus au large de la microgranodiorite de Pleubian). Selon Valérie Morel (1997), le matériel est constitué à 71 % de microgranite, 19 % de granite, et 3 % de dolérite. On trouve également 4 % de roches volcaniques (rhyolite, tuf, trachyte), et 3 % de roches sédimentaires (grès, quartzite et quelques rognons de silex). Des études plus récentes ont permis d'enrichir ces statistiques et de montrer que les galets constituant le sillon de Talbert présentent une diversité pétrographique extrêmement plus riche,.
L'acquisition du statut de Réserve naturelle s'est accompagnée d'actions d'observation comme le suivi topo-morphologique du sillon de Talbert. Ce suivi a été officialisé en 2007 dans le cadre d'une convention de partenariat entre la commune de Pleubian et le laboratoire LETG UMR 6554 du CNRS. Toutefois, le suivi topo-morphologique a bénéficié d'un levé topographique par LiDAR aéroporté réalisé par IFREMER en 2002, et de deux levés de terrain effectués en 2003 et en 2005 par un bureau d'étude avant et après le concassage de l'enrochement frontale. Le laboratoire LETG a pris le relais à partir de 2006. Ainsi, depuis 2002 le sillon de Talbert fait l'objet d'un suivi topo-morphologique annuel permettant de suivre son évolution et d'accompagner et/ou d'orienter la politique de gestion de cette forme littorale,. Les résultats obtenus montrent que le recul moyen du sillon de Talbert a été multiplié par deux au cours des dernières décennies, passant de 1,2 m/an entre 1930 et 2010, à plus de 2 m/an entre 2002 et 2017,. La migration du sillon vers la côte se fait de façon spasmodique ; le recul intervient uniquement lors des plus fortes tempêtes combinées à une marée de vive-eau. Ainsi, lors de la tempête Johanna du 10 mars 2008, le recul maximum du sillon a atteint 22 m. Durant l'hiver 2013-2014, le recul maximum généré par une série de tempêtes a atteint plus de 30 m,,. De même, durant ces 20 dernières années, les dynamiques longitudinales liées à la dérive littorale, ajoutées au recul du sillon, ont fragilisé la partie proximale de la flèche juste en aval de l'épi du Chouk. Cette fragilisation s'est traduite par un abaissement de la crête et une diminution importante de la largeur du cordon dans cette zone, qui a entraîné l'ouverture d'une brèche lors des grandes marées du début du mois de mars 2018,. Cette évolution morphologique combinant l'action des dynamiques longitudinales et transversales correspond à un phénomène de "cannibalisation" morphologique dont le stade finale se traduit par une rupture du cordon. La "cannibalisation" s'explique par le fait que la partie distale de la flèche (bout de la flèche) est alimentée par le matériel enlevé par la dérive littorale à la partie proximale (racine de la flèche). En ce sens, la flèche se cannibalise.

## Réserve naturelle

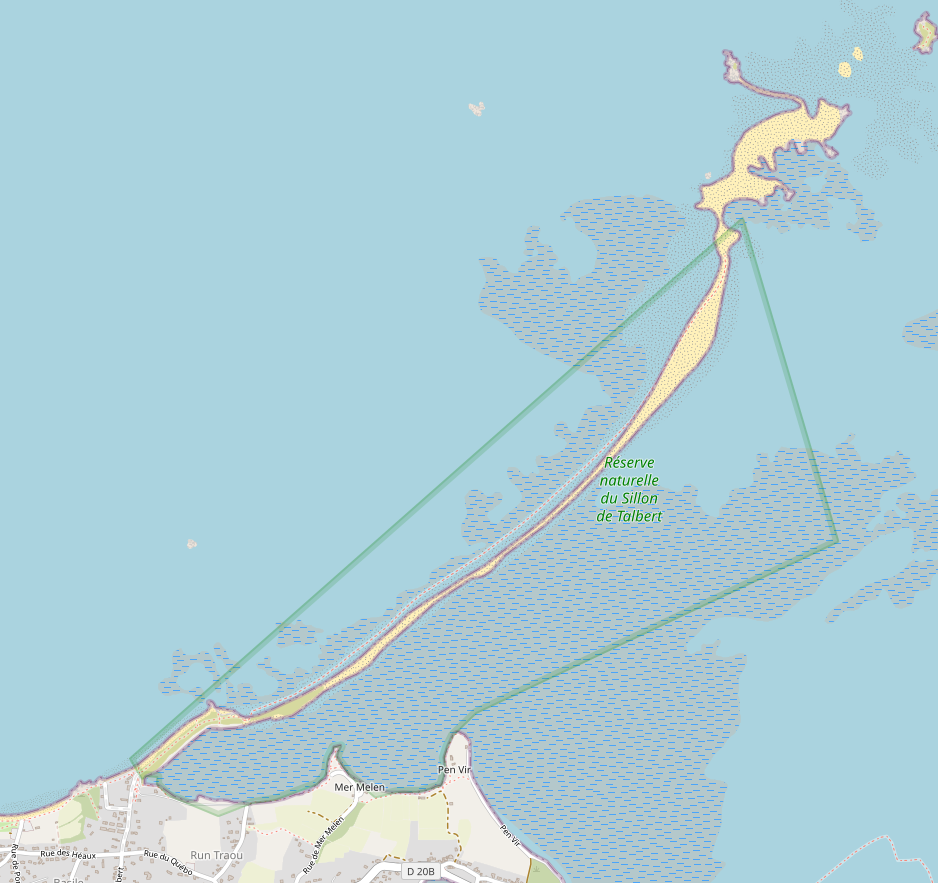
Périmètre de la réserve naturelle.

La Réserve naturelle régionale du Sillon de Talbert (RNR 182) est une RNR de la région Bretagne. Elle couvre une superficie de 205,12 hectares et n'a d'emprise foncière que dans une seule commune, Pleubian (surface couverte par le domaine public maritime non connue).

### Histoire du site et de la réserve
Les galets du sillon de Talbert ont été utilisés pendant des siècles comme matériau de construction jusqu'à ce qu'un arrêté préfectoral du 17 mai 1907 en fasse cesser l'exploitation.
Le Sillon de Talbert fait partie intégrante du site inscrit « Littoral entre Penvénan et Plouha », fixé par l’arrêté ministériel du 25 février 1974.
Cette formation de galets dite « sillon » constitue un habitat rare et même exceptionnel en Europe, ce qui explique son classement dans le réseau Natura 2000 en 1998. Il est actuellement en cours de protection et restauration et a été classé en réserve naturelle régionale le 21 décembre 2006,.

### Écologie (biodiversité, intérêt écopaysager)

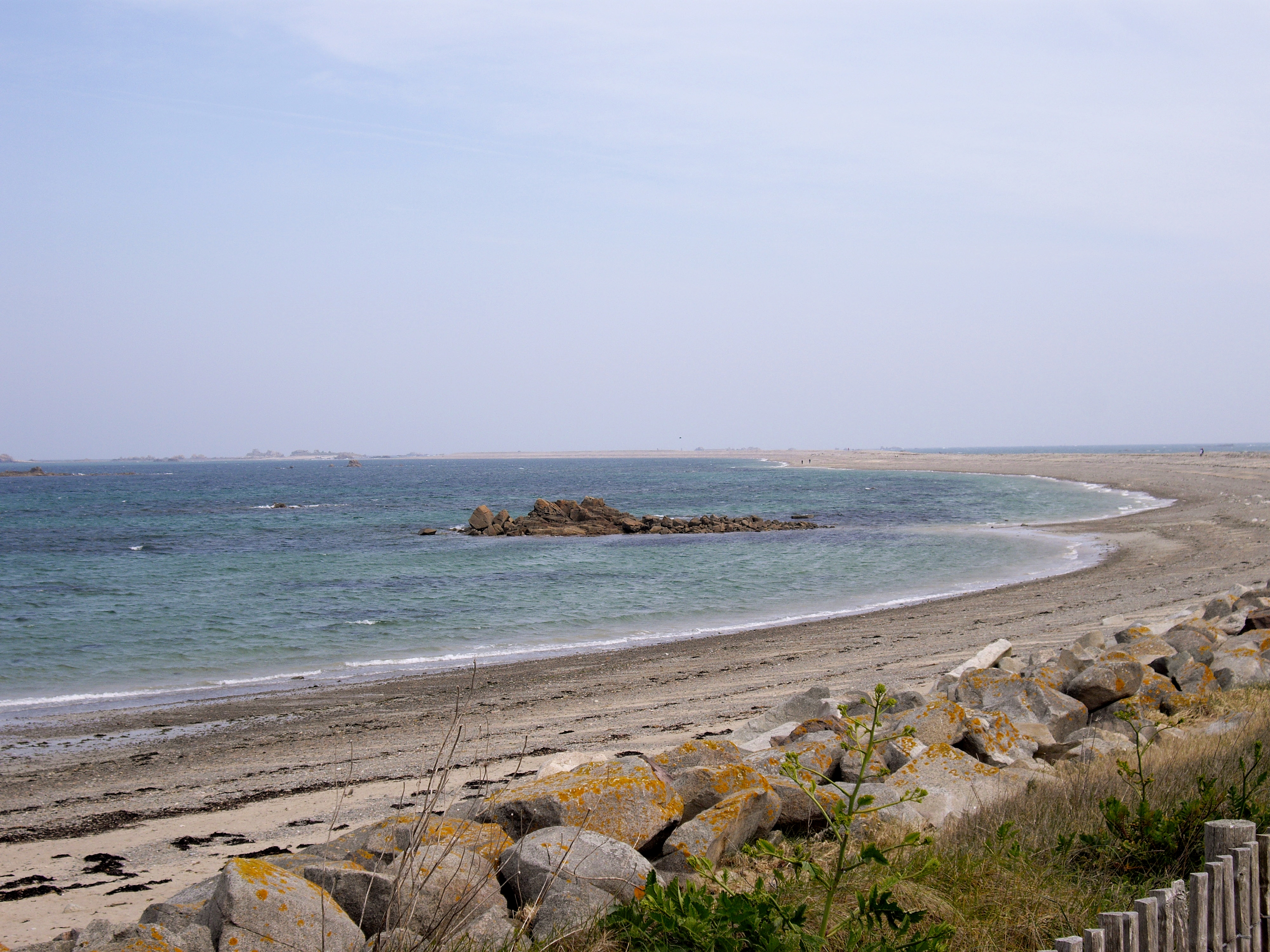
Le sillon de Talbert.

#### Flore
Le sillon de Talbert présente un intérêt botanique et comprend deux ensembles végétaux différents : une végétation dunaire à la base du sillon et une végétation spécialisée plus en avant du site. Parmi la végétation dunaire on trouve trois groupements végétaux classiques des côtes sableuses du
littoral nord breton, l’Atriplicetum arenariae, l’Euphorbio-Agropyretum juncei, l’Euphorbio-Ammophiletum arenariae. On dénombre aussi la renouée de Ray (espèce protégée au niveau national) et le chardon bleu (espèce protégée au niveau régional).
La végétation spécialisée se compose notamment de chou marin, aussi appelé crambe maritime, une espèce botanique protégée au niveau national et régional qui recouvrait autrefois une partie du Sillon de Talbert.
Les eaux entourant le sillon possèdent une forte diversité d'algues en raison de la présence d'une mosaïque d'habitats (vaste platier rocheux en mode exposé ou abrité, soumis à l'action érosive des vagues qui modèlent un tracé général à très forte variabilité topographique offrant des biotopes protégés, crevasses, surplombs, dessous de blocs, cuvettes permanentes…). Environ 400 espèces différentes y sont recensées, ce qui en fait le plus grand champs d'algues d'Europe.

#### Faune
Le sillon est situé sur un couloir de migration des oiseaux d'importance majeure pour l'Europe de l'Ouest. Quatre-vingt-deux espèces, essentiellement des oiseaux marins et des limicoles, ont été recensées à l'intérieur du périmètre de la réserve naturelle. Le site sert d'étape et de reposoir de marée haute mais aussi de lieu de nidification pour un grand nombre d'oiseaux migrateurs et en particulier pour quatre espèces remarquables : la Sterne naine (un des deux seuls sites en Bretagne), la Sterne pierregarin, le Grand gravelot et le Gravelot à collier interrompu.
Sont également présents pipits maritimes et farlouses, alouettes, huîtriers-pie et courlis.

### Administration, Plan de gestion, règlement..
La réserve naturelle est gérée par la commune de Pleubian.

#### Outils et statut juridique
La réserve naturelle a été créée par une délibération du Conseil régional du 22 décembre 2006. Le classement en RNR a été renouvelé le 28 juin 2013 pour une durée de 10 ans reconductible.

### Intérêt touristique
Il est lié à l'intérêt géomorphologique du site et à son intérêt écologique, mais une fréquentation importante du site peut nuire aux oiseaux et à la flore particulière qui s'y développe ou pourrait s'y développer. On estime à 80 % la végétation spécifique de la dune qui a disparu depuis 40 ans, en grande partie à cause du piétinement. C'est d'ailleurs pour protéger le site que les chiens doivent être tenus en laisse et qu'ils sont même interdits du 15 avril au 15 septembre, au plus fort de la période de reproduction des oiseaux.
Il faut compter environ une bonne heure pour atteindre l'extrémité du sillon.
La brèche empêche la traversée à marée haute. Les horaires d'accessibilité sont disponibles à la maison du sillon.

## Galerie de photo

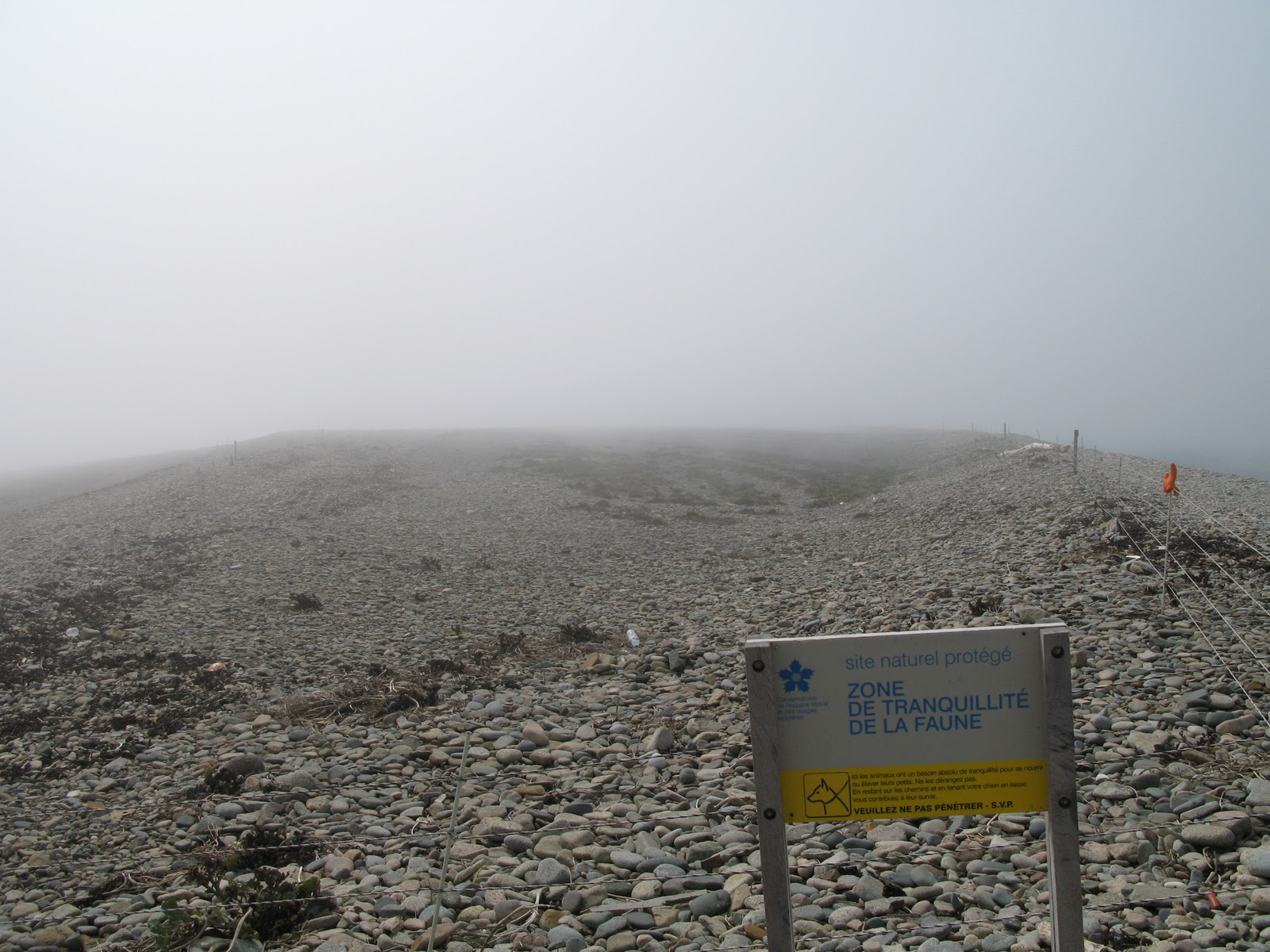
Balisage sur le sillon.
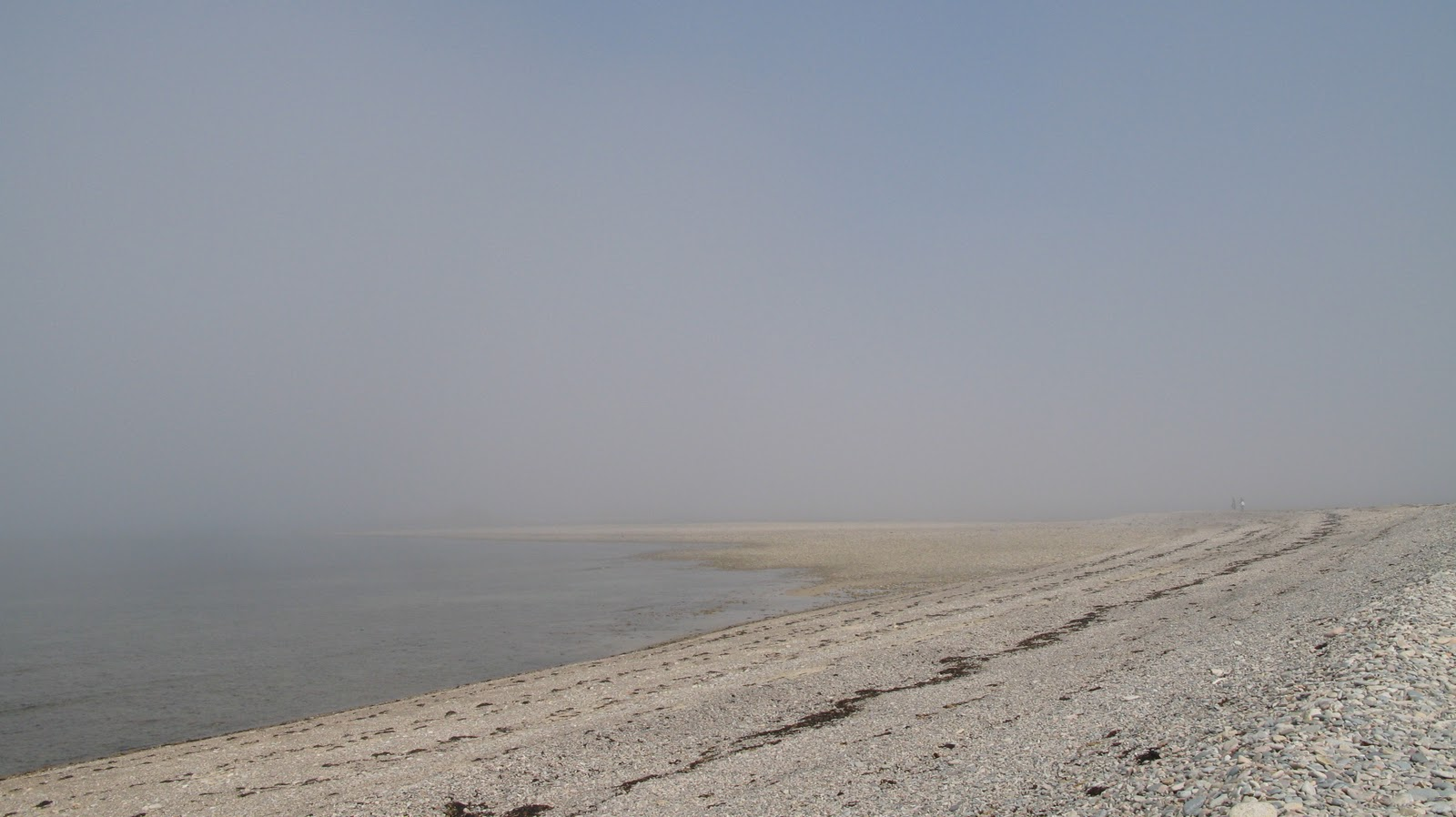
Vue du sillon.

## Culture populaire
- Michel Tonnerre a écrit une chanson intitulée Sillon de Talberg [sic] dans son album Fumier d'baleine sorti en 1992.